# フェリックス・デレーユ

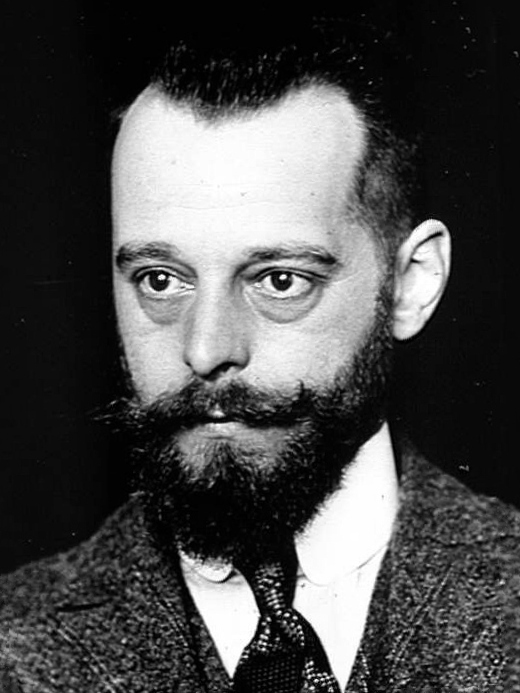
Félix Hubert d’Hérelle

フェリックス・ユベール・デレーユ（Félix Hubert d’Hérelle、1873年4月25日 - 1949年2月22日）は、カナダ生まれのフランス系ケベック人の生物学者である。バクテリオファージの発見者の一人である。ファージセラピーの開発者でもある。

## 略歴
カナダのモントリオールで、フランス移民の息子として生まれた。母親と30も年の離れていた父親は6歳の時に没したので、母親と、弟とパリに戻った。16歳から自転車で西ヨーロッパを旅し、17歳から南アメリカを旅し、ヨーロッパ、トルコを巡り20歳で旅行中に出会った娘と結婚した。24歳で妻と娘とカナダに渡り、個人の実験室を作り、書物からの知識と経験から微生物学の研究を始めた。発酵や蒸留の研究を行い、メープルシロップから蒸留酒（シュナップス）を作る研究でカナダ政府から報酬を得た。医学の資格も経験もなかったが、地質調査隊の医師としても働いた。弟とチョコレート工場に投資するが、その企業は破綻した。
生活費が枯渇し、2人目の娘も生まれたので、グアテマラ政府とグアテマラ市の病院で細菌学者として働く契約を結んだ。バナナからウイスキーを作る方法を開発しようとした。グアテマラの治安は悪く、家族は不安を憶えたがデレーユはその環境を楽しんだ。1907年にメキシコ政府と発酵の研究を行う契約を結び、ユカタン州のメリダの農園近くに移り、サイザル酒（Sisalschnapps）の製造に成功した。大量生産に必要な設備の手配のためにパリに戻り、暇な時間はパストゥール研究所で研究した。メキシコでの生産を監督する仕事につくように依頼されたが興味がないとして断った。その後のメキシコでは、昆虫に疾病を起こす細菌とその防止法を研究した。
1911年の春、家族とパリに戻り、パストゥール研究所で無給の助手として働いた。メキシコで行った研究が発表されたことで科学界の注目を集めるようになった。1912年から1913年の間にアルゼンチンで、より大規模に昆虫を使った実験を行う機会を得、多くの国に実験についての発表のために招かれた。第一次世界大戦中は連合軍のために、家族や助手と薬品の製造に従事した。
細菌に感染するウイルス、バクテリオファージは、家畜の疾病の研究をしていたイギリスの細菌学者のウィリアム・トウォート（Frederick W. Twort）によって1915年に発見されたがトウォートはその正体を追求することをしなかった。デレーユは兵士たちの赤痢の研究のなかで、赤痢菌を殺すウイルスのあることを1917年9月3日に発表した。デレーユは細菌を殺すのがウイルスであることを実証し、1919年にニワトリを使って、バクテリオファージによる治療に成功し、デレーユは人間の感染症の治療をめざすことになった。電子顕微鏡が実用化されて、バクテリオファージが観察されるようになるまで、デレーユの説は批判された。パストゥール研究所でも副所長との不和もあって無給の研究員のままであった。
短期間ライデン大学で職を得た後、エジプトの研究機関で働き、コレラ菌のバクテリオファージの研究を行い、インドでファージを単離しファージを使った治療に一定の成果をあげた。
1933年にソビエト連邦の指導者であるヨシフ・スターリンの招きを受けて、グルジアのトビリシに友人のギオルギ・エリアバ（Giorgi Eliava）とともに研究所を設立したが、エリアバが1937年にKGBのラヴレンチー・ベリヤとの確執で逮捕され処刑された後、ロシアを去った。グルジアのギオルギ・エリアバ研究所ではファージ・セラピーの研究が現在も続けられている。第二次世界大戦後、感染症の治療に抗生物質が効果を上げたことによってファージ・セラピーへの関心は減退した。1949年にパリで没した。
1925年にライデン大学から名誉博士号を受け、レーウェンフック・メダルを受賞した。1933年にドイツ科学アカデミーレオポルディーナの会員に選ばれた。
1924年から1937年までの間に、10回にわたってノーベル生理学・医学賞に推薦された（この間推薦がなかったのは1927 - 1928年と1935 - 1936年）が、受賞には至らなかった。